# Flughafen Vannes

i7
i11
i13
Der Aéroport de Vannes-Golfe du Morbihan (IATA-Code: VNE, ICAO-Code: LFRV) ist ein französischer Flugplatz. Er liegt in der Region Bretagne im Département Morbihan rund 8 km nordnordöstlich von Vannes auf dem Gebiet der Gemeinde Monterblanc. Er dient hauptsächlich der Allgemeinen Luftfahrt.

## Geschichte
Die ersten Flugbewegungen auf dem früher unter dem Namen Vannes-Meucon bekannten Flughafen fanden in den 1920er Jahren statt; er wurde im Juli 1926 offiziell eröffnet.
In den 1930er Jahren diente er als Militärflugplatz der Armée de l’air, die ihn zur Pilotenausbildung nutzte. Ab 1935 kam es zu einer zivilen Mitnutzung durch den Luftsportverein von Vannes.
Nach der Besetzung Frankreichs im Sommer 1940 durch die deutsche Wehrmacht wurde Vannes-Meucon ein Flugplatz der deutschen Luftwaffe. Die Infrastruktur wurde anschließend für die Luftwaffe ausgebaut. Von August 1940 bis Juni 1941 nutzte die Kampfgruppe 100 mit ihren Bombern vom Typ Heinkel He 111H den Platz. Diese Bombergruppe führte während der Luftschlacht um England, bei nächtlichen Bomberangriffen, Zielfinder- und Zielmarkierungsaufgaben mittels des X-Verfahrens durch. Im Februar lag eine Abordnung der Minensuchgruppe Mausi mit ihren Minensuchflugzeugen vom Typ Junkers Ju 52/3m hier, bevor im Juni 1942 der Stab und die III. Gruppe des Kampfgeschwaders 77 mit ihren Junkers Ju 88A erschienen. Anschließend erhielt von Juni bis November 1943 die 4. Staffel des Kampfgeschwaders 66 den Platz zugewiesen, bevor im Januar 1944 die 2. Staffel des Zerstörergeschwaders 1 mit ihren Junkers Ju 88C erschien. Nachdem im März 1944 die II. Gruppe des Kampfgeschwaders 2, ausgestattet mit der Junkers Ju 188E den Platz nutzte, kam im Juni 1944 mit der I. Gruppe des Jagdgeschwaders 27 und der II. Gruppe des Jagdgeschwaders 53 Jagdfliegereinheiten hierher. Diese griffen in die Kämpfe nach der alliierten Invasion in der Normandie ein.
Der Flughafen wurde ab dem 23. September 1943 mehrfach Ziel alliierter Luftangriffe der amerikanischen Eighth Air Force. Der schwerste Luftangriff ereignete sich am 10. Juni 1944, als 59 B-17-Bomber morgens angriffen und vier Messerschmitt Bf 109G-6 am Boden zerstörten. Vom 4. bis 6. August räumte die Luftwaffe des Fliegerhorst.
Nach der Befreiung der Gegend durch die United States Army Mitte August 1944 nutzten bis Kriegsende die United States Army Air Forces (USAAF) den Platz nach kurzer Reparatur und Instandsetzung. Den USAAF diente der Advanced Landing Ground ALG A-33, so seine alliierte Codebezeichnung, als Stützpunkt der Ninth Air Force. Hier lag unter anderem im September/Oktober 1944 die 425th Night Fighter Squadron mit Northrop P-61 Black Widow und später diente er als Nachschubplatz und zum Rücktransport Verwundeter.
Mitte Juni 1945 wurde der Flugplatz an die Franzosen zurückgegeben. Der stark zerstörte Flugplatz wurde komplett neu errichtet. Die Hauptlandebahn wurde erneuert, an Stelle einer früheren zweiten befestigten Piste (13/31), die heute noch als Parkplatz genutzt wird, entstand ein Graspiste.

## Heutige Nutzung
Der Flughafen dient als Basis einiger Unternehmen des Bedarfsluftverkehrs. Daneben nutzten ihn einige Aéroclubs.